# Pierson (Iowa)
Pierson és una població dels Estats Units a l'estat d'Iowa. Segons el cens del 2000 tenia 371 habitants.

## Demografia
Segons el cens del 2000, Pierson tenia 371 habitants, 148 habitatges, i 105 famílies. La densitat de població era de 292,3 habitants/km².
Dels 148 habitatges en un 31,8% hi vivien nens de menys de 18 anys, en un 58,8% hi vivien parelles casades, en un 6,1% dones solteres, i en un 28,4% no eren unitats familiars. En el 25,7% dels habitatges hi vivien persones soles el 14,2% de les quals corresponia a persones de 65 anys o més que vivien soles. El nombre mitjà de persones vivint en cada habitatge era de 2,51 i el nombre mitjà de persones que vivien en cada família era de 2,95.
Per edats la població es repartia de la següent manera: un 27,5% tenia menys de 18 anys, un 6,2% entre 18 i 24, un 25,6% entre 25 i 44, un 18,9% de 45 a 60 i un 21,8% 65 anys o més.
L'edat mediana era de 38 anys. Per cada 100 dones de 18 o més anys hi havia 97,8 homes.
La renda mediana per habitatge era de 35.278 $ i la renda mediana per família de 40.833 $. Els homes tenien una renda mediana de 30.083 $ mentre que les dones 25.556 $. La renda per capita de la població era de 15.945 $. Entorn del 4,8% de les famílies i el 6,3% de la població estaven per davall del llindar de pobresa.

## Poblacions més properes
El següent diagrama mostra les poblacions més properes.